# Chrastice rákosovitá
Chrastice rákosovitá (Phalaris arundinacea), nazývaná dříve lesknice rákosovitá, je statná, vytrvalá tráva z čeledi lipnicovitých vyrůstající na vlhkých místech.

## Výskyt
Rostlina je autochtonní v Evropě, Severní Americe, severní Africe a vyjma jihu i v Asii. Introdukována byla do Jižní Ameriky, jižní Afriky, jižní Asie, na Nový Zéland a Havaj.
Vyskytuje se nejvíce v inundačních oblastech okolo vodních toků a nádrží, na zamokřených loukách, v lužních lesích, v mělkých vodách společně s rákosem a někdy i u moře. Roste jak v těžkých, tak i v humózních, písčitohlinitých půdách s pH 4 až 7,5, může se vyskytovat i na skalistých pobřežích, snáší i zastínění. Rostlině prospívají jarní záplavy přinášející nové živiny na které je náročná, naopak letní ji mohou mechanicky poškodit. Po zakořenění ji neškodí delší přísušky, jarní mrazíky ani zimní holomrazy, je odolná proti chladu, snáší drsnější klima, vyskytuje se také vysoko v horách. Má širokou ekologickou amplitudu.

## Popis
Vytrvalá, cizosprašná, výběžkatá tráva s mohutnými, lesklými, přímými stébly, mnohdy přesahujícími výšku 2 m. Vyrůstají z mohutného, hlubokého kořenového systému s dlouhými, podpovrchově plazivými, článkovanými, šupinatými oddenky. Ty vytvářejí hustou síť, což dovoluje brzy vytvořit dobře zapojený porost s pevným drnem. Chrastice rákosovitá nevytváří trsy.
Z úzkých, hladkých pochev vyrůstají tuhé listy s plochými, dlouze zašpičatělými čepelemi dosahující délky 10 až 35 cm a šířky 0,8 až 2 cm. Listy jsou na lícní straně hladké, na okrajích a rubu drsné, v pochvách jsou stočené. Tupé jazýčky, dlouhé do 6 mm, jsou později čárkovitě roztřepené. Z paždí stébelných listů vyrůstají další sterilní výhonky. Rostlina vykvétá až druhým rokem po vyklíčení, s koncem podzimu usychá na stojato a v průběhu zimy nepolehá, opětovně raší brzy z jara.
Plodná stébla, těch je asi 15 %, jsou zakončena 10 až 20 cm dlouhou jednostrannou, jednoduchou, bledě zelenou nebo načervenalou latou. Je zřetelně větvená a stažená, jen při kvetení je rozložená. Skládá se z jednokvětých, lesklých klásků nahloučených na koncích větviček. Ze stran zploštělé klásky, dlouhé 5 až 6,5 mm, jsou krátce stopkaté a mají dvě ostře kýlnaté plevy bez osin. Spodní plucha je širší než hořejší pluška, obě jsou tvrdé, lesklé a také bezosinné. Tyčinky s prašníky jsou tři, blizny vyčnívající z konce pluch jsou dvě. Kvete v červnu a červenci, opylení zajišťuje vítr. Lesklá pluchatá obilka je barvy hnědé až žlutohnědé, bývá délky 1,7 mm a šířky 1,2 mm, 1 gram obsahuje asi 1300 ks, HTS je 0,76 g.

## Rozmnožování
V květenství se vytvoří za sezonu několik stovek semen (obilek), která také plavou a mohou být rozšiřována vodou nebo se snadno přichytí na srst zvířat. Jsou dormantní, při uložení v půdě jim zůstává klíčivost po mnoho let. Pokud však jsou dlouhodobě zaplavená vodou, klíčivost se snižuje až na dvě léta. K vyklíčení potřebují příhodné prostředí, nejlépe jim vyhovuje disturbance (odstranění původních rostlin, např. povodní), požadují dostatek vláhy, světla a volné místo v okolí, konkurence jiných druhů mladým rostlinkám nesvědčí. Mladé semenáčky z počátku rostou a koření pomalu, další růst je již velmi rychlý. Množství květných stébel a tím i semen je přímo úměrné délce slunečního svitu.
Druhým způsobem, a mnohem úspěšnějším, je vegetativní rozmnožování rychle narůstajícími oddenky (až 3 m za rok) se spícími pupeny rostoucími těsně pod povrchem půdy. Na větší vzdálenosti se rozšiřují články oddenků, které jsou odplavovány při povodních nebo rozšiřovány do okolí např. orbou. Je zajímavé, že teprve v poslední době se chrastice rákosovitá stala invazní rostlinou v severoamerických mokřadech a šíří se tam nebývalou měrou, přestože je původní rostlinou Severní Ameriky. Pravděpodobně se na tom podílejí genotypy zavlečené z Evropy.

## Využití
Chrastice rákosovitá je jednou z potenciálních rostlin pro průmyslové využití, a to jako zdroj pro výrobu buničiny (na pevné kartony) nebo zdroj tepelné energie. Spalné teplo sušiny nadzemní části je v průměru 17,5 MJ/kg (přibližné porovnání: palivové dřevo – 14, hnědé uhlí a dřevěné pelety – 17, černé uhlí – 25, topný koks – 27, motorová nafta – 42 MJ/kg). Hoří při nižší teplotě než dřevo a je z ní více popele. Má sice relativně nízký hektarový výnos (asi 10 t/ha), ale dobře snáší rozmary počasí a je téměř jistá pravidelná sklizeň již od prvého roku pěstování. Ideální je sklízet ji až ke konci zimního období, tehdy obsahuje nejmíň vlhkosti (asi jen 20 %), nemusí se dosušovat a může se ihned lisovat do briket či pelet nebo přímo spalovat. Navíc přes zimu dochází k přesunům živin z listů a lodyh zpět do kořenů, tím se živiny z pole neúčelně neodčerpávají.
Pěstuje se také jako krmivo, většinou v Americe, přestože není moc kvalitní. Má průměrný obsah živin ale je hůře stravitelná, obsahuje totiž směs alkaloidů, např. tryptaminu, karbolinu, graminu a fenylethylaminu. Mladé výhonky se z jara spásají nebo se sklízí asi dvakrát až třikrát ročně, pravidelně dobře obrůstá. Provést kosení je výhodné před metáním, tehdy mají rostliny vysoký obsah bílkovin, při pozdější sklizni se doporučuje silážování. Pro rychlejší růst a větší objem sklizené píce nutno přihnojovat.
Vysazuje se společně s rákosem obecným do kořenových čističek odpadních vod, což jsou umělé mokřady pro vyčistění tzv. šedé odpadní vody z domácnosti (z kuchyně a koupelny). Používá se také občas jako rostlina, která díky svým hlubokým kořenům a hustým oddenkům dokáže zpevnit nestálé břehy u vodních toků. V okrasném zahradnictví se pěstuje její bíle panašovaný kultivar Phalaris arundinacea var. picta. Semena slouží jako krmivo pro zrnozobé ptáky.
Chrastice rákosovitá obsahuje halucinogenní DMT, ten způsobuje relativně krátkodobou intoxikaci projevující se intenzivními vizuálními halucinacemi. Dalšími projevy jsou záškuby svalstva, mírné křeče a omezení svalové koordinace, případně následná nevolnost a neklidný spánek. Kvůli obsahu DMT se nařízením vlády č. 455/2009 Sb. dostala chrastice rákosovitá od 1. 1. 2010 v trestním zákoníku do skupiny rostlin, jejichž pěstování je trestné (obdobně jako konopí seté). Protože se rostlina vyskytuje na rozsáhlé části území Česko téměř běžně a připravuje se pěstování ve velkém pro energetické účely, byla aplikace této legislativy v praxi problematická. Proto bylo původní ustanovení nařízením vlády č. 3/2012 Sb. s účinností od 5. 1. 2012 novelizováno a pěstování chrastice rákosovité není dále omezeno. Novelizované znění nařízení č. 455/2009 Sb. zde: [nedostupný zdroj].